# Cerastium regelii
Cerastium regelii là loài thực vật có hoa thuộc họ Cẩm chướng. Loài này được Ostenf. mô tả khoa học đầu tiên năm 1909.